# Canton (Connecticut)
Canton ist eine Stadt im Hartford County im US-Bundesstaat Connecticut, Vereinigte Staaten. Das U.S. Census Bureau hat bei der Volkszählung 2020 eine Einwohnerzahl von 10.124 ermittelt. Das Stadtgebiet hat eine Größe von 64,9 km².
Canton wurde 1737 das erste Mal als Siedlung erwähnt. 1806 wurde sie zur Stadt. Canton hat Anbindung an die US-Routes 44 und 202 und liegt etwa 22 km westlich von Hartford.

## Schulen
- Cherry Brook Primary School
- Canton Intermediate School
- Canton Middle School
- Canton High School

## Söhne und Töchter der Stadt
- Lucien Barbour (1811–1880), Jurist und Politiker
- Philemon Bliss (1813–1889), Jurist und Politiker